# 小行星2847
小行星2847（2847 Parvati）是一颗围绕太阳公转的小行星。1959年2月1日，洛厄尔天文台近地小行星搜寻计划在弗拉格斯塔夫发现了此天体。
該小行星以印度神話的三女神帕爾瓦蒂命名。
这颗小行星的绝对星等为12.40346480217099等。